# セブリング・インターナショナル・レースウェイ
セブリング・インターナショナル・レースウェイ（Sebring International Raceway）は、アメリカ合衆国フロリダ州セブリングにあるサーキット。

## 概要
1950年、元アメリカ陸軍航空軍の飛行場であった、セブリング・リージョナル空港の滑走路と誘導路の一部を使用し造られた。部分的な改修を長年続けてきた結果、数種類の異なるアスファルト路面や陸空軍基地の名残であるラフに接合されたコンクリート板など部分ごとに路面の状況は大きく異なり、マシン・ドライバーへの負担は極めて大きい。しかしあえてタフでバンピーな独特の路面を残しているのがセブリングの特徴と言える。場内トラムには「リスペクト バンプス(凸凹路面を敬え)」という看板が掲げられている。オーバーテイクが難しいレイアウトになっている。
1959年にF1アメリカGPが開催され、1952年からはセブリング12時間レースが行われ、その後IMSA GT選手権、アメリカン・ル・マン・シリーズ、IMSA スポーツカー選手権の1戦に組み込まれている。2019年はFIA 世界耐久選手権（WEC）の「セブリング1000マイルレース」とセブリング12時間を同一の週末に開催し、「スーパーセブリング」の異名で呼ばれた。
この「スーパーセブリング」では台数の都合もあり、メインストレート側のピットボックスはIMSAに参戦している車両が使用。WECに参戦している車両はターン15-16間から分岐し、Ullman Straight側に設置される仮設のピットボックスを利用する。そのため「ピットイン中に周回数がカウントされない」という珍しいサーキットとなっている。またピットボックスもアメリカ式のため、大掛かりな修理を行う際はピットボックスから直接ガレージインではなく、パドックまで回送してから行う必要がある。

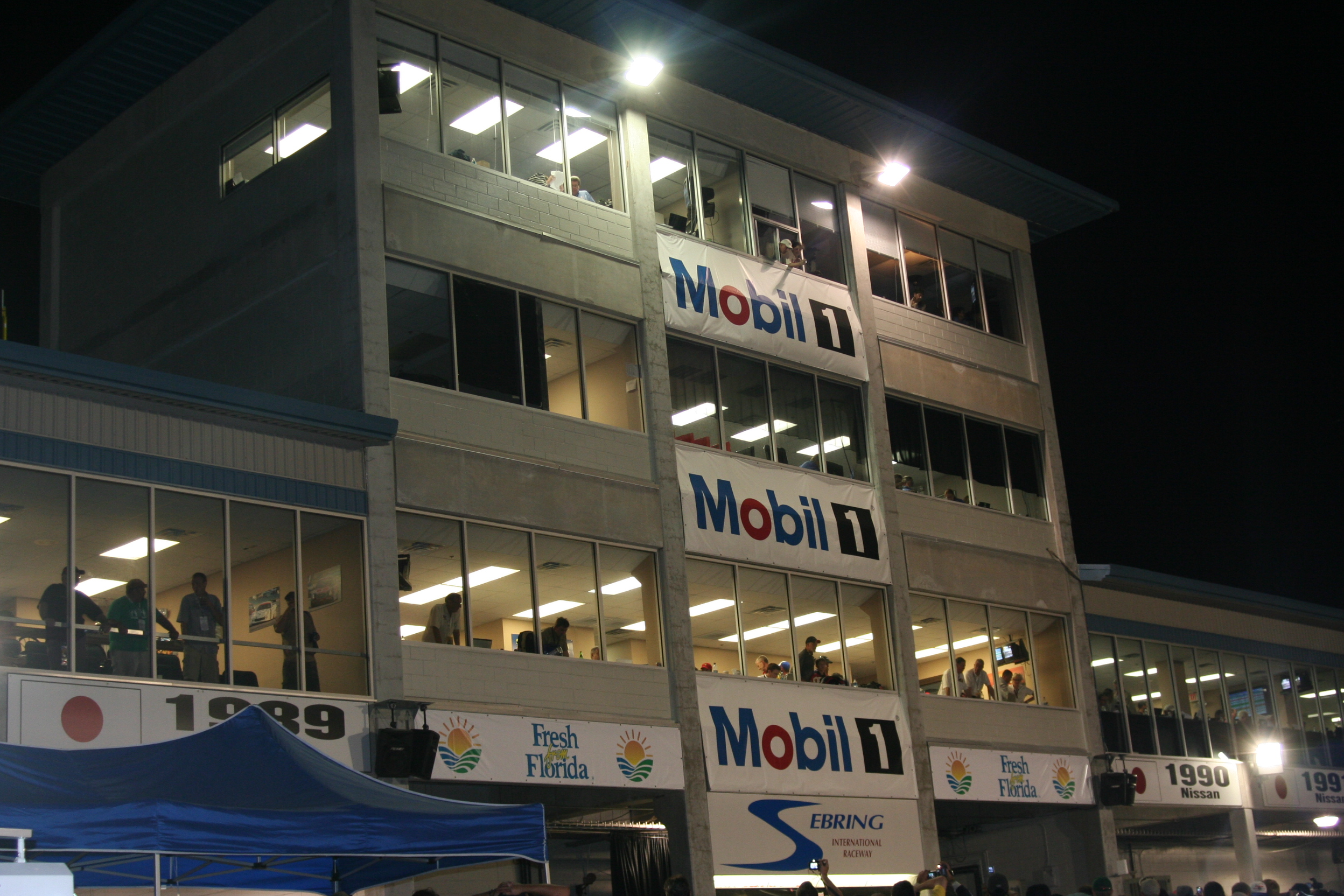
プレスボックス
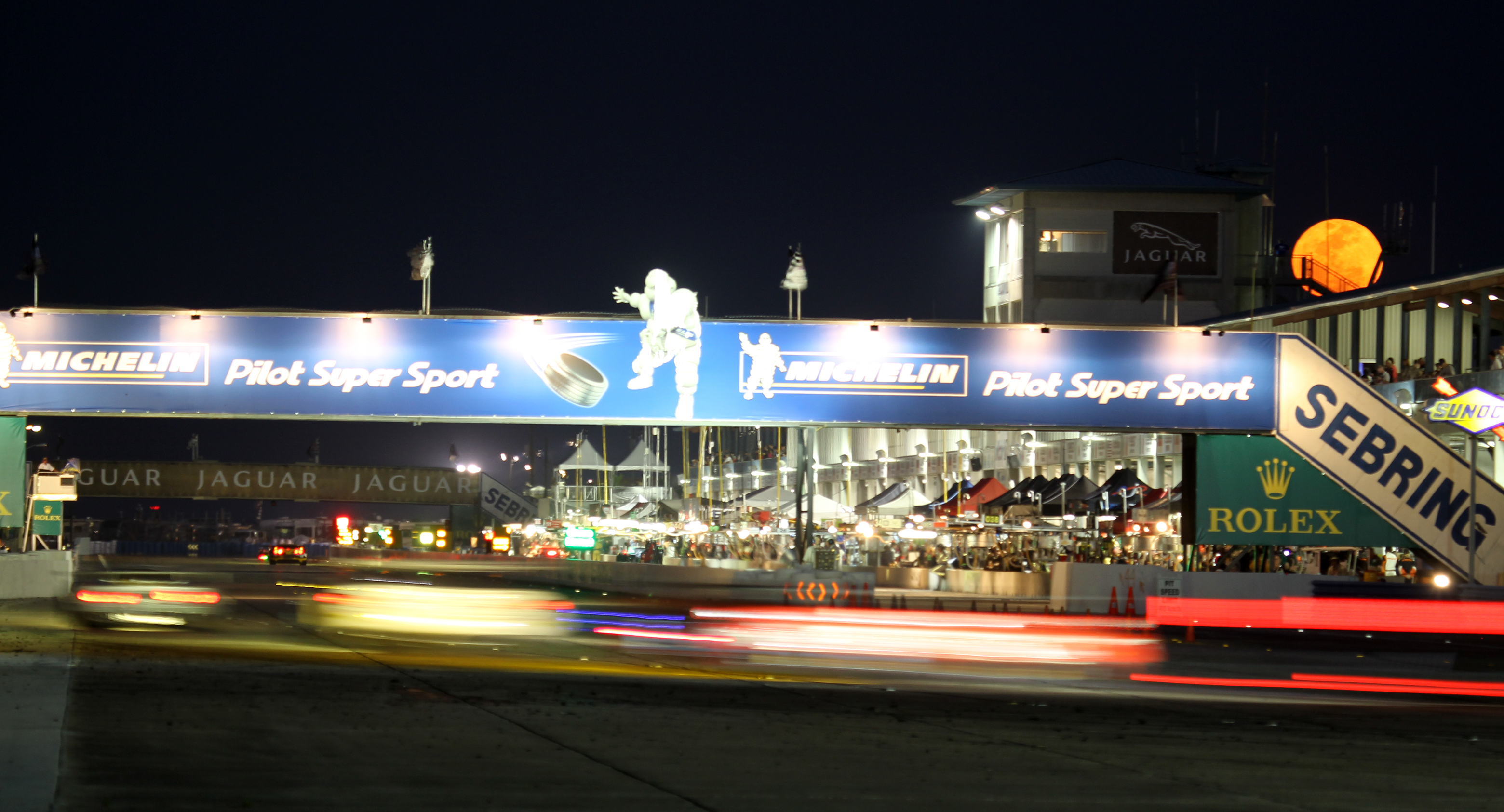
最終コーナーから、ホームストレートにかけて
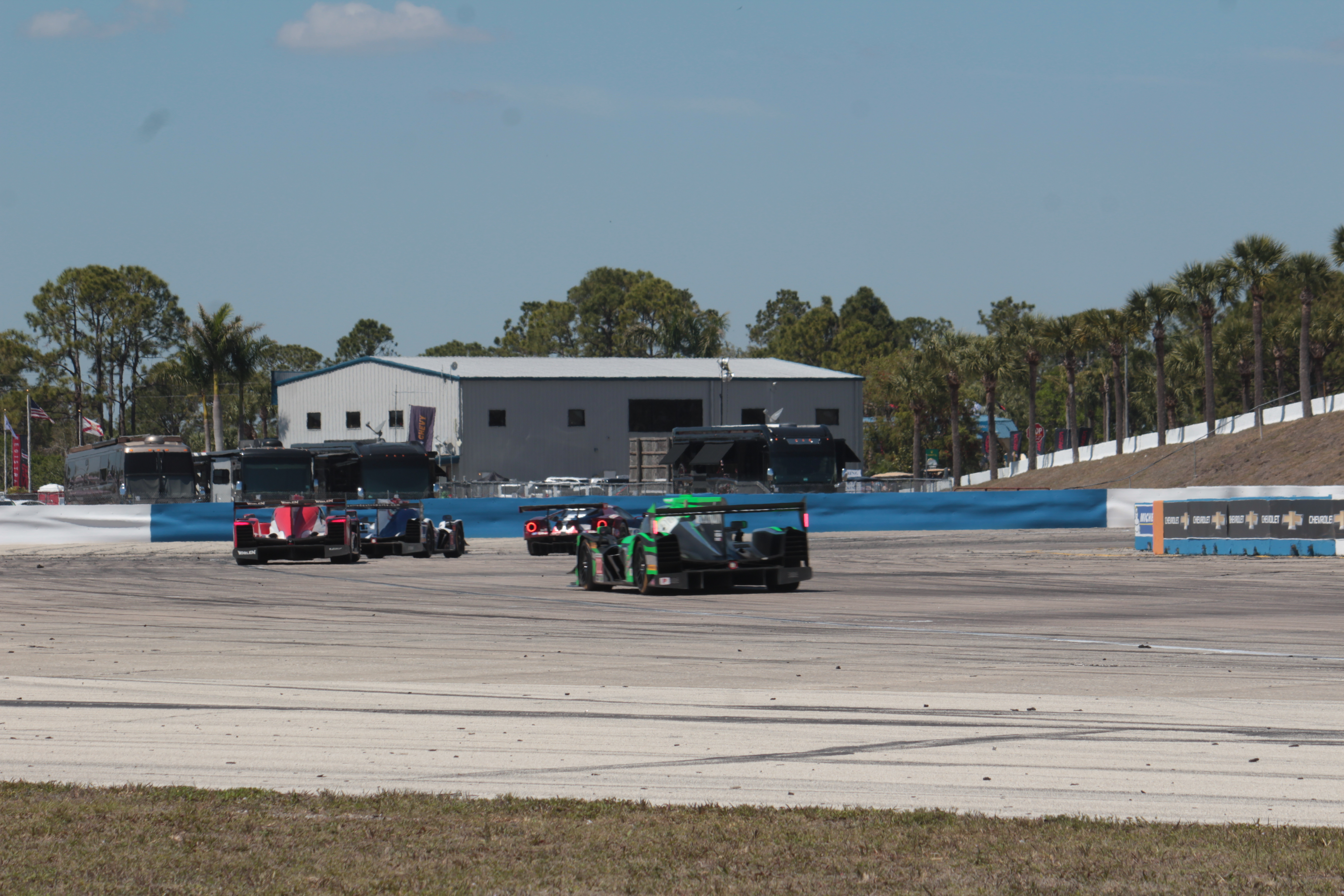
サンセット・ベンド（最終コーナー）付近